# Casa de las Caras (Pontevedra)
La Casa de las Caras (Maison des Têtes), également appelée Pazo de Barbeito y Padrón, est un bâtiment du XVIe siècle au cœur du  centre historique de Pontevedra en Espagne. Elle est connue sous le nom de Maison des Têtes en raison des bustes Renaissance qui ornent sa façade à l'étage supérieur.

## Localisation
L’édifice est situé 4 place de l'Étoile (Plaza de la Estrella) au nord de la place de la Herrería à Pontevedra en Espagne.

## Histoire
La Casa de las Caras a été construite sur ordre de D. Juan Barbeito y Padrón à la fin du XVIe siècle pour lui servir de maison. Plus tard, elle devint la propriété de D. Pedro Aldao, un brave militaire, Grand maître de Campo. Par les liens des Barbeito avec les Aldao, la maison a été transmise avec le Majorat aux Gayoso-Aldao et de ceux-ci aux comtes de San Román et aux marquis d'Atalaya. Elle avait quatre façades, les deux principales donnant sur la Place de l'Étoile et la rue Figueroa et deux autres sur le jardin actuel à l'arrière. La maison a été remaniée aux XVIIIe siècle et XIXe siècle, lorsqu'elle a adopté sa configuration actuelle.
La maison a été pendant longtemps relais de poste et à l'extérieur, les chevaux étaient attachés à des fers à cheval sur la façade, tandis que les voyageurs se reposaient. Au XVIIIe siècle, lorsque l'auberge La Estrella a été bâtie à côté, la maison a subi une transformation. En 1725, un long balcon a été construit sur un côté de la maison.
Au XIXe siècle, les arcs de la façade principale de la place de l'Étoile, qui avait à l'origine des arcades, ont été aveuglés. Cet aveuglement aurait été effectué entre 1840 et 1860 afin de rendre l'édifice plus stable. Le grand balcon latéral de la rue Figueroa a également été mis en retrait. De 1880 à 1908, la maison a été la demeure et le laboratoire du prestigieux photographe Francisco Zagala, l'un des premiers chroniqueurs de la ville,.
Au XXe siècle, le photographe Ramón Barreiro, l'a louée en 1910 à son retour d'émigration au Mexique,. Dans son rez-de-chaussée, il a installé son studio de photographie.Lors de la construction du bâtiment des Syndicats, l'architecte Enrique Barreiro, a été obligé de compléter la façade commune des deux bâtiments.
Au milieu des années 80, son petit-fils, l'actuel architecte propriétaire de l’édifice, a effectué une rénovation complète pour transformer la maison en sa résidence. Lors de ce remaniement, les éléments de l'architecture de l'édifice ont été récupérés.

## Description

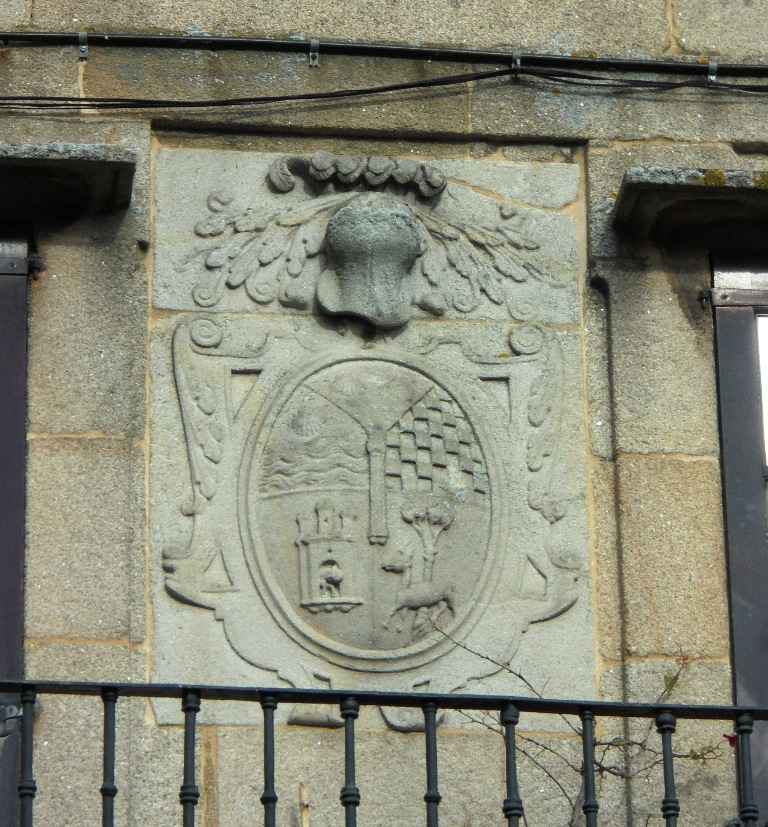
Armoiries de la Casa de las Caras

La maison a un plan carré et son syle est baroque. Elle a une façade sobre du XVIIIe siècle de deux étages et un rez-de-chaussée. Les deux étages supérieurs ont cinq fenêtres avec des oreilles inférieures et supérieures.
Parmi les fenêtres du deuxième étage de la façade principale se trouvent quatre bustes Renaissance du XVIe siècle dont la signification est incertaine. La théorie la plus acceptée est qu'ils appartiennent à la noble famille des Barbeito et Padrón qui possédaient le pazo. L'un de ces personnages porte des lunettes. Ces médaillons à effigie ou à visage de pierre sont à l'origine du nom populaire de l'édifice.
Au centre du premier étage, il y a un balcon à côté duquel se trouvent les armoiries de Juan Barbeito y Padrón, dans lesquelles sont réparties les armes des lignées Padrón, Mariño, Valladares et Barbeito.
Sur la façade principale, on peut encore voir le contour des arcades d'origine qui ont été aveuglées. Sur la façade latérale, il y a un balcon qui s'agrandit en s'adaptant à la rue Figueroa. Sur la façade arrière, le propriétaire actuel a récupéré quelques gros corbeaux lors de sa rénovation, ainsi que les canalisations du côté des cavaleries.
À l'intérieur, la maison dispose de foyers à différents étages mais au même niveau. Les cheminées ont deux tirages différents pour chacun d'entre eux.

## Culture
L'histoire de la Casa das Caras apparaît dans le roman Xa vai o griffón no vento, de l'écrivain Alfredo Conde, où les personnages qui y vivent sont liés à l'Inquisition espagnole. Bartolomé, le fils de Juan Barbeito y Padrón, fut nommé Grand Inquisiteur en 1678.
Au numéro 30, Rue Real, il y a une autre maison avec dix têtes sur sa façade, qui a également appartenu à la famille Barbeito.

## Galerie

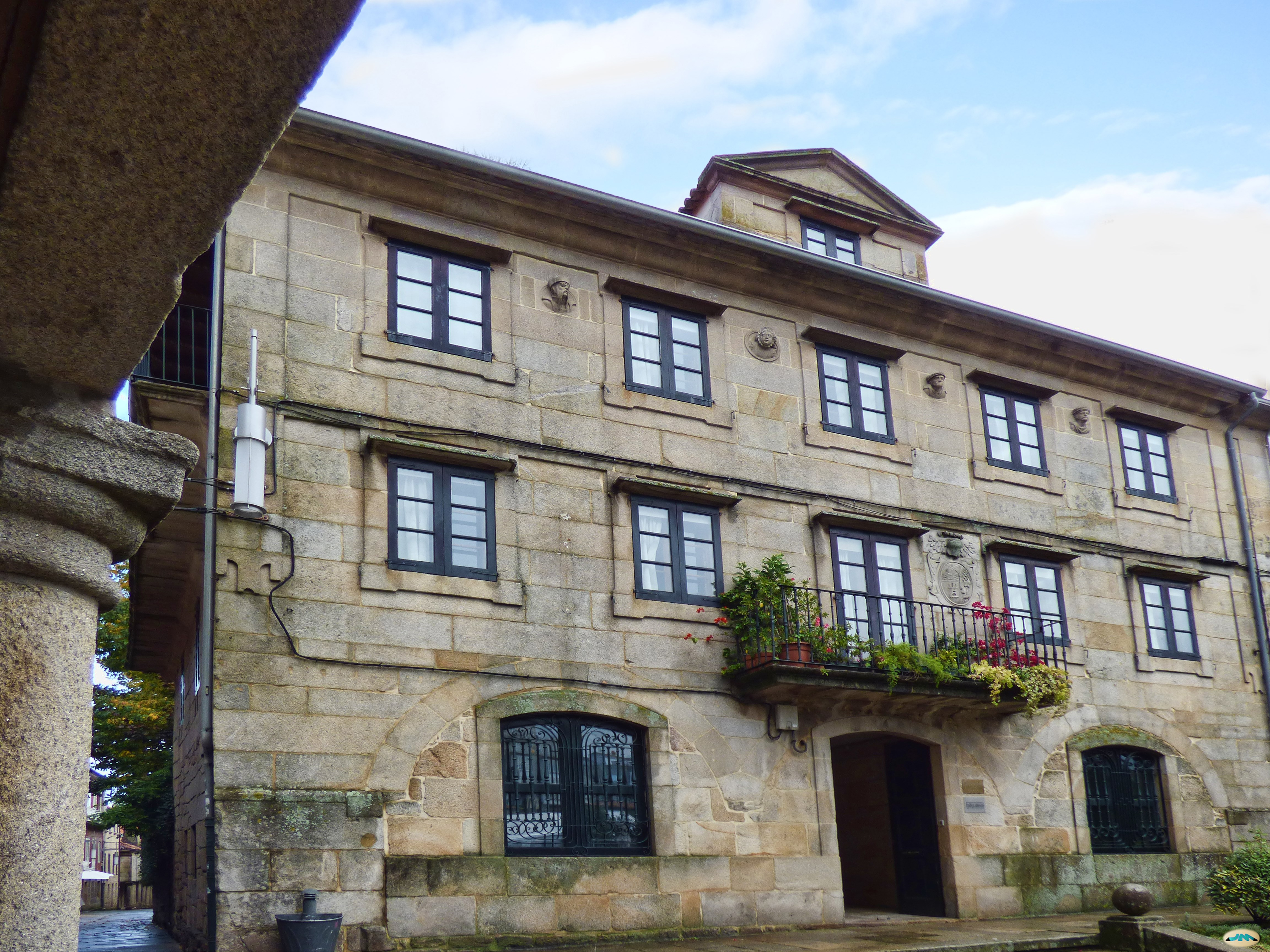
Façade
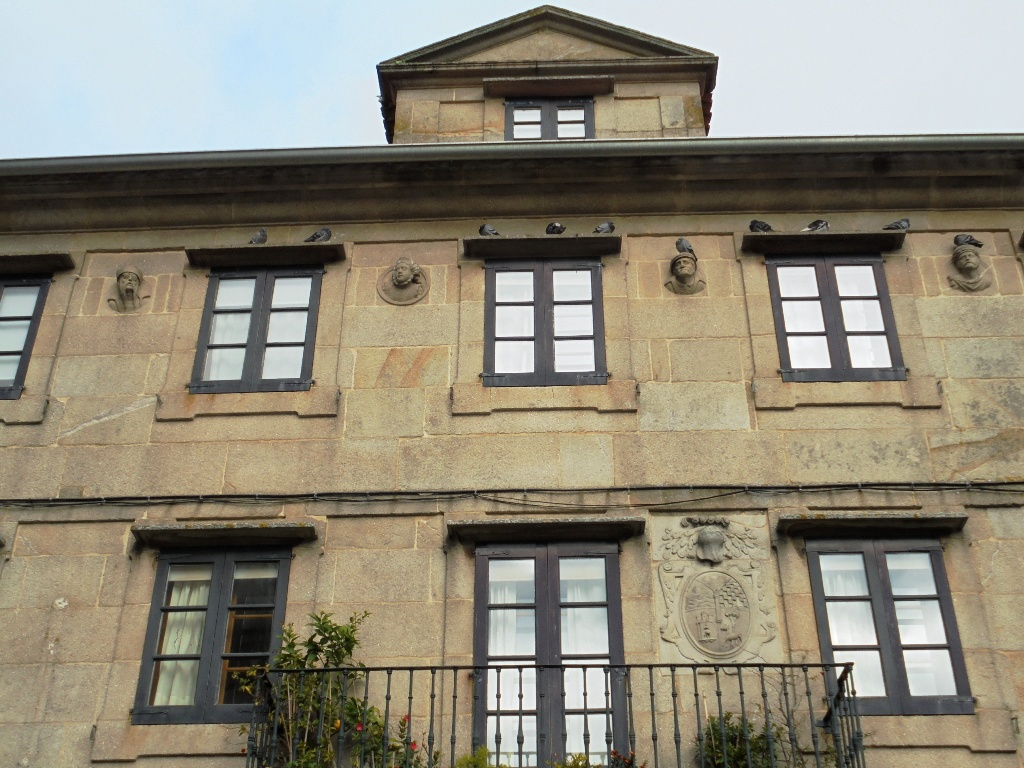
Détail de la façade
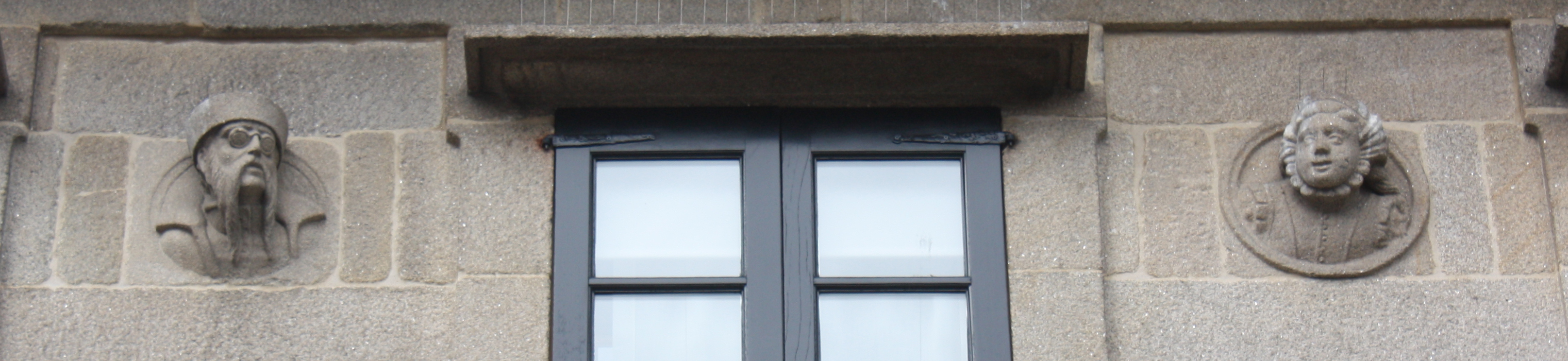
Deux des têtes sur la façade, la première à lunettes
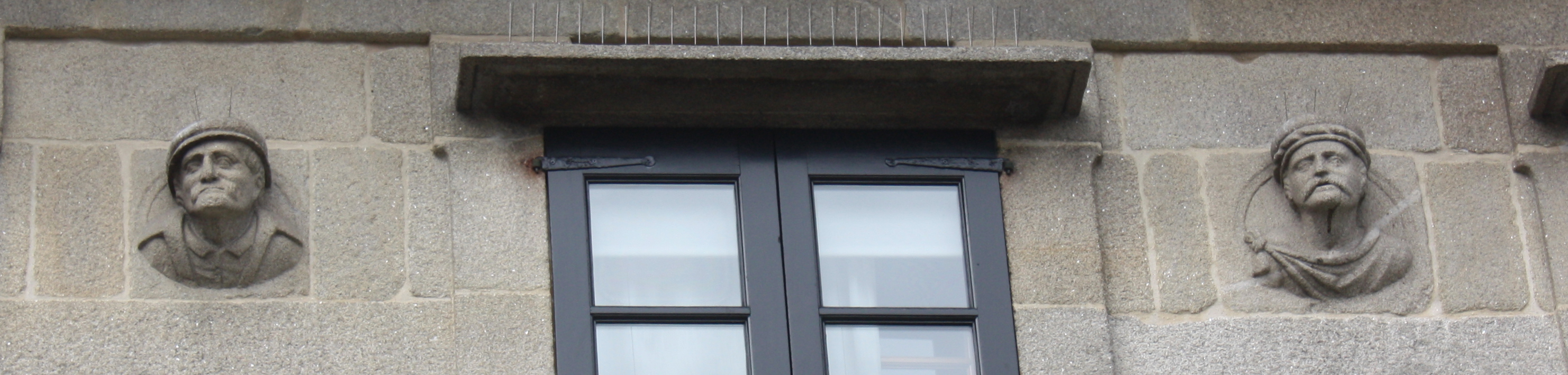
Deux autres têtes sur la façade
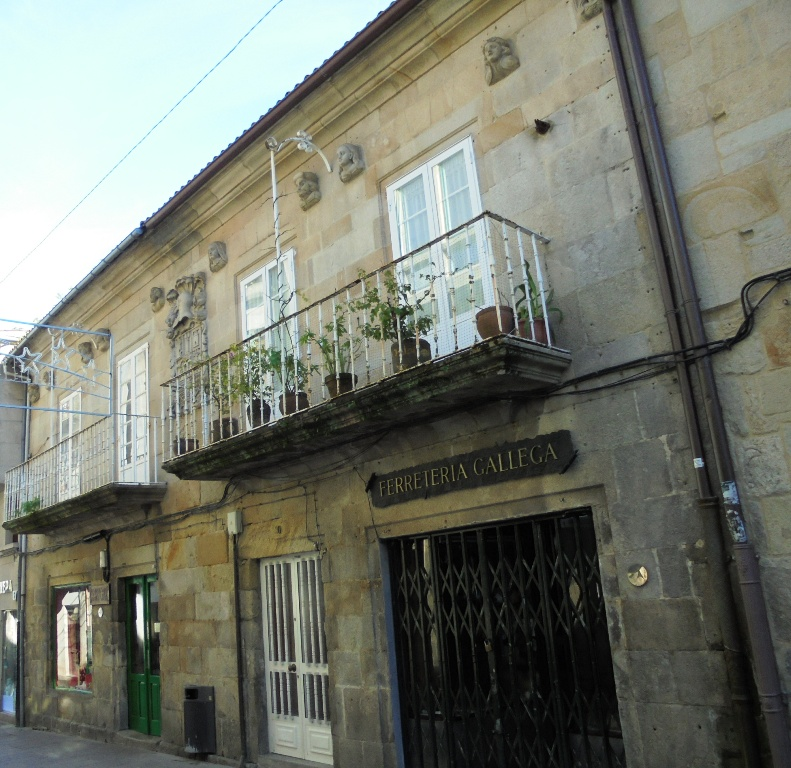
Maison de la famille Barbeito e Padrón avec dix bustes sur la façade, rue Real

## Voir également

### Autres articles
- Maison des Cloches
- Hôtel Mendoza
- Villa Pilar